# 20대
20대는 성인기가 시작되는 기간으로 20세에서 29세까지의 인생의 기간을 가리킨다.
- 올림픽에 출전한 국가대표 선수들의 나이는 대체로 20대이다.
- 20대 초, 중반은 많은 대학생들이 대학을 다닌다. 2011년 통계청 자료에 따르면 남성 70.2%, 여성 75%가 대학을 진학 한다.
- 축구선수들이 성인 대회에 들어간다.